# Junkers Ju 49
Die Junkers Ju 49 war ein Experimentalflugzeug der Junkers Flugzeugwerk AG. Der einmotorige Tiefdecker war für die Höhenforschung mit einer speziell entwickelten Druckkabine für die zwei Besatzungsmitglieder ausgestattet. Das Kennzeichen war ab 1933 D-2688, ab 1934 D-UBAZ.

## Geschichte
Das im Auftrag der DVL ab 1928 entwickelte Höhenforschungsflugzeug mit der Werknummer 3701 hatte seinen Erstflug am 2. Oktober 1931, den es noch mit einem herkömmlichen Motor absolvierte. Mitte 1932 begann die Erprobung mit dem Höhenmotor L 88a, bei der Flughöhen bis 13.000 m erreicht wurden. Nach zwei Jahren Flugerprobung bei Junkers übernahm im September 1933 die DVL das Flugzeug.
Im Jahre 1936 stürzte die Ju 49 ab.

## Konstruktion

### Motor

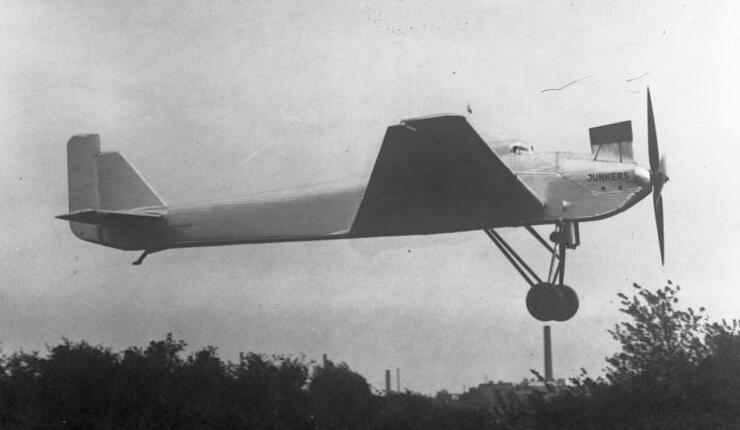
Start zum Erstflug in Dessau

Der Zwölfzylinder-V-Motor Junkers L 88a mit 588 kW (800 PS) Leistung, der eine 5,60 m messende Vierblatt-Luftschraube antrieb, war für den Flug in großen Höhen mit einem zweistufigen Höhenlader ausgestattet.

### Druckkabine
Die Druckkabine war als eigenständiges Bauteil im Rumpf integriert.

## Technische Daten
| Kenngröße                   | Daten                                                                                  |
| --------------------------- | -------------------------------------------------------------------------------------- |
| Besatzung                   | 2                                                                                      |
| Länge                       | 17,20 m                                                                                |
| Spannweite                  | 28,26 m                                                                                |
| Höhe                        | 4,75 m                                                                                 |
| Flügelfläche                | 98 m²                                                                                  |
| Flügelstreckung             | 8,1                                                                                    |
| Flächenbelastung            | 43,4 kg/m²                                                                             |
| Rüstmasse                   | 3.600 kg                                                                               |
| Zuladung                    | 650 kg                                                                                 |
| Startmasse                  | 4.250 kg                                                                               |
| Triebwerk                   | ein Junkers L 88a                                                                      |
| Startleistung Dauerleistung | 800 PS (588 kW) 700 PS (515 kW)                                                        |
| Höchstgeschwindigkeit       | 146 km/h in Bodennähe 225 km/h in 12.000 m Höhe                                        |
| Steiggeschwindigkeit        | 3 m/s in Bodennähe                                                                     |
| Steigzeit                   | 22 min auf 4.000 m Höhe 38 min auf 8.000 m Höhe 72 min auf 14.000 m Höhe (projektiert) |
| Dienstgipfelhöhe            | 13.000 (erflogen) 14.000 m (projektiert)                                               |